# غيلبرتو فيلاسكيز
غيلبرتو فيلاسكيز (بالإسبانية: Gilberto Velásquez) هو لاعب كرة قدم باراغواياني في مركز الدفاع، ولد في 11 مارس 1983 في باراغواي. شارك مع منتخب باراغواي تحت 20 سنة لكرة القدم ومنتخب باراغواي الأولمبي لكرة القدم ومنتخب باراغواي لكرة القدم. أما مع النوادي، فقد لعب مع أوليمبيا أسونسيون وكولو-كولو ونادي غواراني وناسيونال أسونسيون.

## وصلات خارجية
- غيلبرتو فيلاسكيز على موقع الاتحاد الدولي (مؤرشف)  (الإنجليزية)
- غيلبرتو فيلاسكيز على موقع قاعدة بيانات كرة القدم.إي يو (الإنجليزية)